# کیباریان
کیباریان (به اسپانیایی: Caibarién) یک منطقهٔ مسکونی در کوبا است که در استان ویا کلارا واقع شده‌است. کیباریان ۲۱۲ کیلومتر مربع مساحت و ۳۷٬۹۰۲ نفر جمعیت دارد و ۵ متر بالاتر از سطح دریا واقع شده‌است.